# Marika (imię)
Marika – imię żeńskie pochodzące od imienia „Maria”. Jest węgierską  formą tego imienia, chociaż znane jest także w Bułgarii i na terenie byłej Jugosławii. Imię jest również zniemczoną formą zdrobnienia „Maryjka” występującego w etnolekcie śląskim.
Znaczenie tego imienia to z języka hebrajskiego „być pięknym, wspaniałym”. 
Marika imieniny obchodzi razem z Marią. 

## Odpowiedniki w innych językach
- angielski – Mary
- francuski – Marie
- hiszpański – Maria

## Znane osoby noszące imię Marika
- Marika – polska wokalistka, autorka tekstów, dziennikarka radiowa
- Marika Domińczyk – amerykańska aktorka
- Marika Green – szwedzka aktorka
- Marika Kallamata – albańska aktorka
- Marika Krajniewska – polska pisarka
- Marika Rökk – węgierska aktorka, tancerka i śpiewaczka